# El Cuitzillo Grande
El Cuitzillo Grande es una localidad del estado mexicano de Michoacán. Es parte del municipio de Tarímbaro.

## Demografía
| Gráfica de evolución demográfica |
|                                  |

| Censo | Población |
| ----- | --------- |
| 1900  | 162       |
| 1910  | 167       |
| 1921  | 202       |
| 1930  | 216       |
| 1940  | 292       |
| 1950  | 359       |
| 1960  | 332       |
| 1970  | 561       |
| 1980  | 598       |
| 1990  | 856       |
| 2000  | 870       |
| 2010  | 1130      |
| 2020  | 1172      |